# Mogol (letrista)
Giulio Rapetti Mogol (Milán, 17 de agosto de 1936), reconocido artísticamente como Mogol, es un letrista y productor discográfico italiano.

## Trayectoria artística
Mogol es uno de los más representativos autores italianos de textos musicales, especialmente fructífera fue su colaboración con Lucio Battisti, aunque su contribución a la música popular italiana es mucho más amplia iniciándose en los primeros años sesenta. Escribió o tradujo los textos de muchos éxitos de la canción italiana, entre otros para Mina, Ornella Vanoni, Milva, Gianni Morandi, Caterina Caselli (Perdono, Cento giorni, Sono bugiarda, Il volto della vita), Adriano Celentano (Stai lontana da me), Dik Dik (Sognando la California, Senza luce, Il primo giorno di primavera), Equipe 84 (Io ho in mente te, Nel ristorante di Alice, Un angelo blu), Fausto Leali (A chi), The Rokes (Che colpa abbiamo noi, È la pioggia che va), Bobby Solo (Se piangi, se ridi, Una lacrima sul viso), Little Tony (La spada nel cuore, Riderà), Mango (Oro, Come Monna Lisa, Mediterraneo), Riccardo Cocciante (Celeste nostalgia, Un nuovo amico, Se stiamo insieme), PFM (Impressioni di settembre) o los New Trolls (America O.K.).

## Canciones escritas por Mogol
| Título                                              | Fecha de publicación | Autor/es del texto                       | Autor/es de la música                  | Intérprete                        |
| --------------------------------------------------- | -------------------- | ---------------------------------------- | -------------------------------------- | --------------------------------- |
| Tu sei l'orizzonte/Stringimi e baciami (Possess Me) | 1959                 | Mogol e Calibi                           | Irving Roth                            | I 4 Loris & Fred Bongusto         |
| Briciole di baci/No non ha fine                     | 1960                 | Mogol                                    | Carlo Donida                           | Mina                              |
| Prendi una matita/Soltanto ieri                     | 1961                 | Mogol                                    | Pino Massara                           | Mina                              |
| Piccolo Indiano                                     | 1961                 | Mogol                                    | -                                      | Tony Renis                        |
| Al di là                                            | 1961                 | Mogol                                    | Carlo Donida                           | Luciano Tajoli, Betty Curtis      |
| Tobia                                               | 1961                 | Mogol e Alberto Testa                    | Carlo Donida                           | Cocky Mazzetti e Joe Sentieri     |
| Stessa spiaggia stesso mare/Ollallà Gigi            | 1963                 | Mogol                                    | Piero Soffici                          | Mina                              |
| Si lo so                                            | 1963                 | Mogol                                    | -                                      | Mina                              |
| Sotto il sole                                       | 1963                 | Mogol e Carlo Rossi                      | Enrico Polito                          | Enrico Polito                     |
| Che sete                                            | 1963                 | Mogol y Carlo Ross                       | Enrico Polito]]                        | Enrico Polito                     |
| Ricorda                                             | 1963                 | Mogol                                    | Carlo Donida                           | Milva                             |
| C'eri anche tu                                      | 1963                 | Mogol                                    | -                                      | Ornella Vanoni                    |
| Una lacrima sul viso                                | 1964                 | Mogol                                    | Lunero, Bobby Solo\|Roberto Satti      | Bobby Solo                        |
| Attaccata al soffitto                               | 1964                 | Mogol                                    | Gasparri, Livraghi                     | Gino Santercole                   |
| Venti chilometri al giorno                          | 1964                 | Mogol                                    | Pino Massara                           | Nicola Arigliano                  |
| Non dire le bugie                                   | 1964                 | Mogol                                    | Armand Seggian                         | Rosy                              |
| I magnifici undici                                  | 1964                 | Mogol, Narciso Parigi                    | Carlo Donida                           | Narciso Parigi, Lorenzo Andreaggi |
| Abbracciami forte                                   | 1965                 | Mogol                                    | Carlo Donida                           | Ornella Vanoni                    |
| Ammore mio                                          | 1965                 | Mogol                                    | Carlo Donida                           | Ornella Vanoni                    |
| Siamo Pagliacci                                     | 1965                 | Mogol                                    | Iller Pataccini                        | Ornella Vanoni                    |
| Tu che sei lassù                                    | 1965                 | Mogol y Alberto Testa                    | Tony Renis                             | Loredana Bufalieri                |
| Se piangi, se ridi/Sarò un illuso                   | 1965                 | Mogol                                    | Roberto Satti                          | Bobby Solo                        |
| Io sono quella che sono                             | 1965                 | Mogol                                    | Enrico Polito                          | Mina                              |
| Sognando la California/Dolce di giorno              | 1966                 | Mogol                                    | John Phillips                          | Dik Dik                           |
| Dolce di giorno                                     | 1966                 | Mogol                                    | Lucio Battisti, Renato Angiolini       | Dik Dik                           |
| Per una lira                                        | 1966                 | Mogol                                    | Lucio Battisti, Renato Angiolini       | I Ribelli                         |
| È la pioggia che va/Finché c'è musica mi tengo su   | 1966                 | Mogol                                    | Bob Lind                               | The Rokes                         |
| Che importa a me                                    | 1966                 | Mogol                                    | Lucio Battisti                         | Milena Cantù                      |
| Riderà/Il mio amore con Giulia                      | 1966                 | Mogol                                    | Ralph Bernet, Danyel Gérard            | Little Tony                       |
| Non è Francesca                                     | 1967                 | Mogol                                    | Lucio Battisti                         | I Balordi                         |
| Non prego per me                                    | 1967                 | Mogol                                    | Lucio Battisti, Renato Angiolini       | Mino Reitano                      |
| 29 settembre                                        | 1967                 | Mogol                                    | Lucio Battisti, Renato Angiolini       | Equipe 84                         |
| Luisa Rossi                                         | 1967                 | Mogol                                    | Lucio Battisti, Renato Angiolini       | Lucio Battisti                    |
| Era                                                 | 1967                 | Mogol                                    | Lucio Battisti, Renato Angiolini       | Lucio Battisti                    |
| Se stasera sono qui                                 | 1967                 | Mogol                                    | Luigi Tenco                            | Wilma Goich, Luigi Tenco          |
| Uno in più                                          | 1967                 | Mogol                                    | Lucio Battisti, Renato Angiolini       | Riki Maiocchi                     |
| L'immensità                                         | 1967                 | Mogol - Don Backy                        | Detto Mariano - Don Backy              | Don Backy, Johnny Dorelli         |
| Tu non credi più                                    | 1967                 | Mogol                                    | Tony Renis                             | Mina                              |
| Sabati e domeniche                                  | 1967                 | Mogol                                    | Giancarlo Colonnello                   | Mina                              |
| Nel sole, nel vento, nel sorriso e nel pianto       | 1968                 | Mogol                                    | Lucio Battisti                         | I Ribelli                         |
| Nel cuore, nell'anima                               | 1968                 | Mogol                                    | Lucio Battisti                         | Equipe 84                         |
| Il vento                                            | 1968                 | Mogol                                    | Lucio Battisti                         | Dik Dik                           |
| La voce del silenzio                                | 1968                 | Mogol                                    | Paolo Limiti                           | Tony Del Monaco                   |
| Il paradiso della vita                              | 1969                 | Mogol                                    | Lucio Battisti                         | La Ragazza 77                     |
| Balla Linda                                         | 1968                 | Mogol                                    | Lucio Battisti                         | Lucio Battisti                    |
| La mia canzone per Maria                            | 1968                 | Mogol                                    | Lucio Battisti                         | Lucio Battisti                    |
| La mia canzone per Maria/Io vivrò (senza te)        | 1968                 | Mogol                                    | Lucio Battisti                         | Lucio Battisti, Mina              |
| Il tempo dei limoni                                 | 1968                 | Mogol                                    | Luigi Tenco                            | Luigi Tenco                       |
| Pensaci un po'                                      | 1968 (ma 1960-1963)  | Mogol                                    | Luigi Tenco                            | Luigi Tenco                       |
| L'ultimo amore                                      | 1968                 | Mogol                                    | Mac Gayden, Buzz Cason                 | Ricchi e Poveri                   |
| La compagnia                                        | 1969                 | Mogol                                    | Carlo Donida                           | Marisa Sannia                     |
| Non credere                                         | 1969                 | Mogol, Ascri                             | Roberto Soffici                        | Mina                              |
| Un'avventura                                        | 1969                 | Mogol                                    | Lucio Battisti                         | Lucio Battisti                    |
| Acqua azzurra, acqua chiara                         | 1969                 | Mogol                                    | Lucio Battisti                         | Lucio Battisti                    |
| Dieci ragazze                                       | 1969                 | Mogol                                    | Lucio Battisti                         | Lucio Battisti                    |
| Mi ritorni in mente                                 | 1969                 | Mogol                                    | Lucio Battisti                         | Lucio Battisti                    |
| 7 e 40                                              | 1969                 | Mogol                                    | Lucio Battisti                         | Lucio Battisti                    |
| Questo folle sentimento                             | 1969                 | Mogol                                    | Lucio Battisti                         | Formula 3                         |
| Il primo giorno di primavera                        | 1969                 | Mogol                                    | Mario Lavezzi                          | Dik Dik                           |
| Ragazzo solo, Ragazza sola                          | 1970                 | Mogol                                    | David Bowie, Paul Buckmaster           | David Bowie                       |
| La prima cosa bella/...e lavorare                   | 1970                 | Mogol                                    | Nicola di Bari                         | Nicola di Bari, Ricchi e Poveri   |
| Mary oh Mary/E penso a te                           | 1970                 | Mogol                                    | Lucio Battisti                         | Bruno Lauzi                       |
| [Per te/Il mio fiore nero                           | 1970                 | Mogol                                    | Lucio Battisti                         | Patty Pravo                       |
| Fiori rosa fiori di pesco                           | 1970                 | Mogol                                    | Lucio Battisti                         | Lucio Battisti                    |
| Il tempo di morire                                  | 1970                 | Mogol                                    | Lucio Battisti                         | Lucio Battisti                    |
| Insieme/Viva lei                                    | 1970                 | Mogol                                    | Lucio Battisti                         | Mina                              |
| Emozioni                                            | 1970                 | Mogol                                    | Lucio Battisti                         | Lucio Battisti                    |
| Anna                                                | 1970                 | Mogol                                    | Lucio Battisti                         | Lucio Battisti                    |
| Sole giallo sole nero                               | 1970                 | Mogol                                    | Lucio Battisti                         | Formula 3                         |
| Perché... Perché ti amo                             | 1970                 | Mogol                                    | Eugenio Bennato                        | Formula 3                         |
| La mente torna                                      | 1971                 | Mogol                                    | Lucio Battisti                         | Mina                              |
| Non dimenticarti di me                              | 1971                 | Mogol                                    | Mario Lavezzi                          | Nomadi                            |
| La spada nel cuore/Roma è una prigione              | 1970                 | Mogol                                    | Lucio Battisti, Carlo Donida           | Patty Pravo, Little Tony          |
| Pensieri e parole/Insieme a te sto bene             | 1971                 | Mogol                                    | Lucio Battisti                         | Lucio Battisti                    |
| Pensieri e parole/Insieme a te sto bene             | 1971                 | Mogol                                    | Lucio Battisti                         | Lucio Battisti                    |
| Dio mio no                                          | 1971                 | Mogol                                    | Lucio Battisti                         | Lucio Battisti                    |
| Una                                                 | 1971                 | Mogol                                    | Lucio Battisti                         | Lucio Battisti                    |
| Supermarket                                         | 1971                 | Mogol                                    | Lucio Battisti                         | Lucio Battisti                    |
| Le tre verità                                       | 1971                 | Mogol                                    | Lucio Battisti                         | Lucio Battisti                    |
| La canzone del sole/Anche per te                    | 1971                 | Mogol                                    | Lucio Battisti                         | Lucio Battisti                    |
| Anche per te                                        | 1971                 | Mogol                                    | Lucio Battisti                         | Lucio Battisti                    |
| Amore caro amore bello.....                         | 1971                 | Mogol                                    | Lucio Battisti                         | Bruno Lauzi                       |
| Amor mio/Capirò (I'll Be Home)                      | 1971                 | Mogol                                    | Lucio Battisti                         | Mina                              |
| La carrozza di Hans/Impressioni di settembre        | 1971                 | Mogol - Mauro Pagani                     | Franco Mussida                         | Premiata Forneria Marconi         |
| Elena no                                            | 1972                 | Mogol                                    | Lucio Battisti                         | Lucio Battisti                    |
| I giardini di marzo                                 | 1972                 | Mogol                                    | Lucio Battisti                         | Lucio Battisti                    |
| Innocenti evasioni                                  | 1972                 | Mogol                                    | Lucio Battisti                         | Lucio Battisti                    |
| E penso a te                                        | 1972                 | Mogol                                    | Lucio Battisti                         | Lucio Battisti, Mina              |
| Comunque bella                                      | 1972                 | Mogol                                    | Lucio Battisti                         | Lucio Battisti                    |
| Un uomo tra la folla                                | 1972                 | Mogol y Alberto Testa                    | Tony Renis                             | Tony Renis, Plácido Domingo       |
| Il leone e la gallina                               | 1972                 | Mogol                                    | Lucio Battisti                         | Lucio Battisti                    |
| Sognando e risognando                               | 1972                 | Mogol                                    | Lucio Battisti                         | Lucio Battisti                    |
| La luce dell'est                                    | 1972                 | Mogol                                    | Lucio Battisti                         | Lucio Battisti                    |
| Luci-ah                                             | 1972                 | Mogol                                    | Lucio Battisti                         | Lucio Battisti                    |
| L'aquila                                            | 1972                 | Mogol                                    | Lucio Battisti                         | Lucio Battisti                    |
| Vento nel vento                                     | 1972                 | Mogol                                    | Lucio Battisti                         | Lucio Battisti                    |
| Il mio canto libero/Confusione                      | 1972                 | Mogol                                    | Lucio Battisti                         | Lucio Battisti                    |
| Io vorrei... non vorrei... ma se vuoi...            | 1972                 | Mogol                                    | Lucio Battisti                         | Lucio Battisti, Mina              |
| Gente per bene e gente per male                     | 1972                 | Mogol                                    | Lucio Battisti                         | Lucio Battisti                    |
| La collina dei ciliegi                              | 1973                 | Mogol                                    | Lucio Battisti                         | Lucio Battisti                    |
| Ma è un canto brasileiro                            | 1973                 | Mogol                                    | Lucio Battisti                         | Lucio Battisti                    |
| La canzone della terra                              | 1973                 | Mogol                                    | Lucio Battisti                         | Lucio Battisti                    |
| Il nostro caro angelo                               | 1973                 | Mogol                                    | Lucio Battisti                         | Lucio Battisti                    |
| Le allettanti promesse                              | 1973                 | Mogol                                    | Lucio Battisti                         | Lucio Battisti                    |
| Io gli ho detto no                                  | 1973                 | Mogol                                    | Lucio Battisti                         | Lucio Battisti                    |
| Prendi fra le mani la testa                         | 1973                 | Mogol                                    | Lucio Battisti                         | Lucio Battisti                    |
| Questo inferno rosa                                 | 1973                 | Mogol                                    | Lucio Battisti                         | Lucio Battisti                    |
| Abbracciala abbracciali abbracciati                 | 1974                 | Mogol                                    | Lucio Battisti                         | Lucio Battisti                    |
| Due mondi                                           | 1974                 | Mogol                                    | Lucio Battisti                         | Lucio Battisti                    |
| Anonimo                                             | 1974                 | Mogol                                    | Lucio Battisti                         | Lucio Battisti                    |
| Gli uomini celesti                                  | 1974                 | Mogol                                    | Lucio Battisti                         | Lucio Battisti                    |
| Due mondi (ripresa)                                 | 1974                 | Mogol                                    | Lucio Battisti                         | Lucio Battisti                    |
| Anima latina                                        | 1974                 | Mogol                                    | Lucio Battisti                         | Lucio Battisti                    |
| Il salame                                           | 1974                 | Mogol                                    | Lucio Battisti                         | Lucio Battisti                    |
| La nuova America                                    | 1974                 | Mogol                                    | Lucio Battisti                         | Lucio Battisti                    |
| Macchina del tempo                                  | 1974                 | Mogol                                    | Lucio Battisti                         | Lucio Battisti                    |
| Separazione naturale                                | 1974                 | Mogol                                    | Lucio Battisti                         | Lucio Battisti                    |
| Molecole                                            | 1974                 | Mogol                                    | Mario Lavezzi                          | Bruno Lauzi                       |
| Un uomo da bruciare                                 | 1976                 | Mogol                                    | Renato Zero                            | Renato Zero                       |
| Ancora tu/Dove arriva quel cespugli                 | 1976                 | Mogol                                    | Lucio Battisti                         | Lucio Battisti                    |
| Un uomo che ti ama                                  | 1976                 | Mogol                                    | Lucio Battisti                         | Bruno Lauzi                       |
| Tanto/Io ti venderei                                | 1976                 | Mogol                                    | Lucio Battisti                         | Patty Pravo                       |
| Dove arriva quel cespuglio                          | 1976                 | Mogol                                    | Lucio Battisti                         | Lucio Battisti                    |
| Respirando                                          | 1976                 | Mogol                                    | Lucio Battisti                         | Lucio Battisti                    |
| No dottore                                          | 1976                 | Mogol                                    | Lucio Battisti                         | Lucio Battisti                    |
| Il veliero                                          | 1976                 | Mogol                                    | Lucio Battisti                         | Lucio Battisti                    |
| Ancora tu (versión)                                 | 1976                 | Mogol                                    | Lucio Battisti                         | Lucio Battisti                    |
| Amarsi un po                                        | 1977                 | Mogol                                    | Lucio Battisti                         | Lucio Battisti                    |
| L'interprete di un film                             | 1977                 | Mogol                                    | Lucio Battisti                         | Lucio Battisti                    |
| Soli                                                | 1977                 | Mogol                                    | Lucio Battisti                         | Lucio Battisti                    |
| Ami ancora Elisa                                    | 1977                 | Mogol                                    | Lucio Battisti                         | Lucio Battisti                    |
| Sì, viaggiare                                       | 1977                 | Mogol                                    | Lucio Battisti                         | Lucio Battisti                    |
| Questione di cellule                                | 1977                 | Mogol                                    | Lucio Battisti                         | Lucio Battisti                    |
| Ho un anno di più                                   | 1977                 | Mogol                                    | Lucio Battisti                         | Lucio Battisti                    |
| Neanche un minuto di "non amore"                    | 1977                 | Mogol                                    | Lucio Battisti                         | Lucio Battisti                    |
| To feel in love                                     | 1977                 | Mogol, Peter Powell                      | Lucio Battisti                         | Lucio Battisti                    |
| A song to feel alive                                | 1977                 | Mogol, Peter Powell                      | Lucio Battisti                         | Lucio Battisti                    |
| The only thing I've lost                            | 1977                 | Mogol, Peter Powell                      | Lucio Battisti                         | Lucio Battisti                    |
| Keep on cruising                                    | 1977                 | Mogol, Peter Powell                      | Lucio Battisti                         | Lucio Battisti                    |
| The sun song                                        | 1977                 | Mogol, Peter Powell                      | Lucio Battisti                         | Lucio Battisti                    |
| There's never been a moment                         | 1977                 | Mogol, Peter Powell                      | Lucio Battisti                         | Lucio Battisti                    |
| Only                                                | 1977                 | Mogol, Peter Powell                      | Lucio Battisti                         | Lucio Battisti                    |
| Prendila così                                       | 1978                 | Mogol                                    | Lucio Battisti                         | Lucio Battisti                    |
| Donna selvaggia donna                               | 1978                 | Mogol                                    | Lucio Battisti                         | Lucio Battisti                    |
| Aver paura d'innamorarsi troppo                     | 1978                 | Mogol                                    | Lucio Battisti                         | Lucio Battisti                    |
| Perché no                                           | 1978                 | Mogol                                    | Lucio Battisti                         | Lucio Battisti                    |
| Nessun dolore                                       | 1978                 | Mogol                                    | Lucio Battisti                         | Lucio Battisti, Giorgia           |
| Una donna per amico                                 | 1978                 | Mogol                                    | Lucio Battisti                         | Lucio Battisti                    |
| Maledetto gatto                                     | 1978                 | Mogol                                    | Lucio Battisti                         | Lucio Battisti                    |
| Al cinema                                           | 1978                 | Mogol                                    | Lucio Battisti                         | Lucio Battisti                    |
| Resta vile maschio, dove vai?/Ahi Maria             | 1979                 | Mogol                                    | Rino Gaetano                           | Rino Gaetano                      |
| Il monolocale                                       | 1980                 | Mogol                                    | Lucio Battisti                         | Lucio Battisti                    |
| Arrivederci a questa sera                           | 1980                 | Mogol                                    | Lucio Battisti                         | Lucio Battisti                    |
| Gelosa cara                                         | 1980                 | Mogol                                    | Lucio Battisti                         | Lucio Battisti                    |
| Orgoglio e dignità                                  | 1980                 | Mogol                                    | Lucio Battisti                         | Lucio Battisti                    |
| Una vita viva                                       | 1980                 | Mogol                                    | Lucio Battisti                         | Lucio Battisti                    |
| Amore mio di provincia                              | 1980                 | Mogol                                    | Lucio Battisti                         | Lucio Battisti                    |
| Questo amore                                        | 1980                 | Mogol                                    | Lucio Battisti                         | Lucio Battisti                    |
| Perché non sei una mela                             | 1980                 | Mogol                                    | Lucio Battisti                         | Lucio Battisti                    |
| Una giornata uggiosa                                | 1980                 | Mogol                                    | Lucio Battisti                         | Lucio Battisti                    |
| Con il nastro rosa                                  | 1980                 | Mogol                                    | Lucio Battisti                         | Lucio Battisti                    |
| Cervo a primavera                                   | 1980                 | Mogol                                    | Riccardo Cocciante                     | Riccardo Cocciante                |
| Marinaio                                            | 1981                 | Mogol                                    | Gianni Bella                           | Gianni Morandi                    |
| Canzoni Stonate                                     | 1981                 | Mogol                                    | Aldo Donati                            | Gianni Morandi                    |
| Celeste nostalgia/Un nuovo amico                    | 1982                 | Mogol                                    | Riccardo Cocciante                     | Riccardo Cocciante                |
| Un nuovo amico                                      | 1982                 | Mogol                                    | Riccardo Cocciante                     | Riccardo Cocciante                |
| Nuova gente                                         | 1982                 | Mogol                                    | Gianni Bella                           | Mia Martini                       |
| Problemi                                            | 1982                 | Mogol                                    | Gianni Bella                           | Marcella Bella                    |
| Uomo mio                                            | 1982                 | Mogol                                    | Gianni Bella                           | Marcella Bella                    |
| Il patto                                            | 1982                 | Mogol                                    | Gianni Bella                           | Marcella Bella                    |
| Nell'aria/Non mi avrai                              | 1983                 | Mogol                                    | Gianni Bella                           | Marcella Bella                    |
| La battaglia                                        | 1983                 | Mogol                                    | Gianni Bella                           | Marcella Bella                    |
| La mia nemica amatissima                            | 1983                 | Mogol                                    | Gianni Bella e Gianni Morandi          | Gianni Morandi                    |
| Tu e non tu                                         | 1983                 | Mogol                                    | Gianni Bella e Rosario Bella           | Gianni Morandi                    |
| Una catastrofe bionda                               | 1983                 | Mogol, Marco Ferradini, Roberto Giuliani | Marco Ferradini                        | Marco Ferradini                   |
| Più m'innamoro di te                                | 1984 (ma 1965)       | Mogol                                    | Carlo Donida                           | Luigi Tenco                       |
| Serenella                                           | 1984 (ma 1965)       | Mogol                                    | Carlo Donida                           | Luigi Tenco                       |
| Nel mio cielo puro                                  | 1984                 | Mogol                                    | Gianni Bella                           | Marcella Bella                    |
| Alla pari                                           | 1984                 | Mogol                                    | Gianni Bella                           | Marcella Bella                    |
| Per una delusione in più                            | 1985                 | Mogol                                    | Zucchero                               | Zucchero                          |
| Australia                                           | 1985                 | Mogol                                    | Pino Mango                             | Mango                             |
| Pensiero solido                                     | 1985                 | Mogol                                    | Pino Mango                             | Mango                             |
| Mr. noi                                             | 1985                 | Mogol                                    | Pino Mango                             | Mango                             |
| La massa indistinguibile                            | 1985                 | Mogol                                    | Pino Mango                             | Mango                             |
| Oro/Lungo bacio, lungo abbraccio                    | 1986                 | Mogol                                    | Pino Mango                             | Mango                             |
| Questione di feeling                                | 1985                 | Mogol                                    | Riccardo Cocciante                     | Riccardo Cocciante e Mina         |
| Lungo bacio, lungo abbraccio                        | 1986                 | Mogol                                    | Pino Mango                             | Mango                             |
| Senza un briciolo di testa                          | 1986                 | Mogol                                    | Gianni Bella                           | Marcella Bella                    |
| Il ponte                                            | 1987                 | Mogol                                    | Gianni Bella                           | Gianni Morandi                    |
| Vita (Lucio Dalla e Gianni Morandi)                 | 1988                 | Mogol                                    | Mario Lavezzi                          | Lucio Dalla e Gianni Morandi      |
| Varietà                                             | 1989                 | Mogol                                    | Mario Lavezzi                          | Gianni Morandi                    |
| Come Monna Lisa                                     | 1990                 | Mogol                                    | Pino Mango                             | Mango                             |
| Nella mia città                                     | 1990                 | Mogol                                    | Pino Mango                             | Mango                             |
| I giochi del vento sul lago salato                  | 1990                 | Mogol                                    | Pino Mango                             | Mango                             |
| Ma com'è rossa la ciliegia                          | 1990                 | Mogol                                    | Pino Mango                             | Mango                             |
| Sirtaki                                             | 1990                 | Mogol                                    | Mango                                  | Mango                             |
| Preludio incantevole                                | 1990                 | Mogol                                    | Pino Mango                             | Mango                             |
| Mediterraneo (Mango)                                | 1992                 | Mogol                                    | Pino Mango                             | Mango                             |
| Una vita da scordare                                | 1992                 | Mogol                                    | Pino Mango                             | Mango                             |
| Come l'acqua                                        | 1992                 | Mogol                                    | Pino Mango                             | Mango                             |
| Grandi sogni                                        | 1992                 | Mogol                                    | Pino Mango                             | Mango                             |
| Mondi sommersi                                      | 1992                 | Mogol                                    | Pino Mango                             | Mango                             |
| Le onde s'infrangono                                | 1992                 | Mogol                                    | Pino Mango                             | Mango                             |
| Stella Nascente                                     | 1992                 | Mogol                                    | Mario Lavezzi                          | Ornella Vanoni                    |
| Ci vorresti tu                                      | 1992                 | Mogol                                    | Mario Lavezzi                          | Ornella Vanoni                    |
| Soli nella notte                                    | 1994                 | Mogol                                    | Mango                                  | Mango                             |
| Profumo d'amore                                     | 1994                 | Mogol                                    | Mango                                  | Mango                             |
| Bruciante rabbia                                    | 1994                 | Mogol                                    | Mango                                  | Mango                             |
| Senza fretta di vivere                              | 1994                 | Mogol                                    | Mango                                  | Mango                             |
| Un'alba nuova                                       | 1994                 | Mogol                                    | Mango                                  | Mango                             |
| Per l'eternità                                      | 1995                 | Mogol                                    | Mario Lavezzi                          | Ornella Vanoni                    |
| La mia vacanza                                      | 1997                 | Mogol                                    | Mango                                  | Mango                             |
| Stai con me                                         | 1997                 | Mogol                                    | Mango                                  | Mango                             |
| Elastico pensiero                                   | 1997                 | Mogol                                    | Mango                                  | Mango                             |
| Cuore                                               | 1997                 | Mogol                                    | Mango                                  | Mango                             |
| Il sole di sera                                     | 1997                 | Mogol                                    | Mango                                  | Mango                             |
| Fari accesi                                         | 1997                 | Mogol                                    | Mango                                  | Mango                             |
| Affondato troppo innamorato                         | 1997                 | Mogol                                    | Umberto Tozzi                          | Umberto Tozzi                     |
| Alcool                                              | 1997                 | Mogol                                    | Umberto Tozzi                          | Umberto Tozzi                     |
| A Cavallo di un cavallo indiano                     | 1997                 | Mogol                                    | Umberto Tozzi                          | Umberto Tozzi                     |
| Quasi quasi                                         | 1997                 | Mogol                                    | Umberto Tozzi                          | Umberto Tozzi                     |
| Gelosia                                             | 1999                 | Mogol                                    | Gianni Bella                           | Adriano Celentano                 |
| L'emozione non ha voce                              | 1999                 | Mogol                                    | Gianni Bella                           | Adriano Celentano                 |
| L'arcobaleno                                        | 1999                 | Mogol                                    | Gianni Bella                           | Adriano Celentano                 |
| Qual è la direzione                                 | 1999                 | Mogol                                    | Gianni Bella                           | Adriano Celentano                 |
| L'uomo di cartone                                   | 1999                 | Mogol                                    | Gianni Bella                           | Adriano Celentano                 |
| Le pesche d'inverno                                 | 1999                 | Mogol                                    | Gianni Bella                           | Adriano Celentano                 |
| Il sospetto                                         | 1999                 | Mogol                                    | Fio Zanotti                            | Adriano Celentano                 |
| Mi domando                                          | 1999                 | Mogol                                    | Gianni Bella                           | Adriano Celentano                 |
| Una rosa pericolosa                                 | 1999                 | Mogol                                    | Adriano Celentano                      | Adriano Celentano                 |
| Per averti                                          | 2000                 | Mogol                                    | Gianni Bella                           | Adriano Celentano                 |
| Lago rosso                                          | 2000                 | Mogol                                    | Gianni Bella                           | Adriano Celentano                 |
| Quello che non ti ho detto mai                      | 2000                 | Mogol                                    | Gianni Bella                           | Adriano Celentano                 |
| Ti prenderò                                         | 2000                 | Mogol                                    | Gianni Bella                           | Adriano Celentano                 |
| Se tu mi tenti                                      | 2000                 | Mogol                                    | Gianni Bella                           | Adriano Celentano                 |
| Tir                                                 | 2000                 | Mogol                                    | Gianni Bella e Rosario Bella           | Adriano Celentano                 |
| Africa                                              | 2000                 | Mogol                                    | Gianni Bella e Rosario Bella           | Adriano Celentano                 |
| Apri il cuore                                       | 2000                 | Mogol / Cheope                           | Gianni Bella / Rosario Bella           | Adriano Celentano                 |
| Confessa                                            | 2002                 | Mogol                                    | Gianni Bella                           | Adriano Celentano                 |
| Mi fa male                                          | 2002                 | Mogol                                    | Gianni Bella                           | Adriano Celentano                 |
| Più di un sogno                                     | 2002                 | Mogol                                    | Gianni Bella                           | Adriano Celentano                 |
| Una luce intermittente                              | 2002                 | Mogol                                    | Gianni Bella                           | Adriano Celentano                 |
| Respiri di vita                                     | 2002                 | Mogol                                    | Gianni Bella                           | Adriano Celentano                 |
| Dimenticare e ricominciare                          | 2002                 | Mogol                                    | Gianni Bella                           | Adriano Celentano                 |
| Pensieri nascosti                                   | 2002                 | Mogol                                    | Gianni Bella                           | Adriano Celentano                 |
| Radio Chick                                         | 2002                 | Mogol                                    | Gianni Bella                           | Adriano Celentano                 |
| L'amante                                            | 2002                 | Mogol                                    | Mario Lavezzi                          | Gianni Morandi                    |
| Una Vita Normale                                    | 2002                 | Mogol                                    | Mario Lavezzi                          | Gianni Morandi                    |
| Giallo come un limone                               | 2002                 | Mogol                                    | Mario Lavezzi                          | Gianni Morandi                    |
| Non è così                                          | 2002                 | Mogol                                    | Mario Lavezzi                          | Gianni Morandi                    |
| Quando l'aria mi sfiora                             | 2004                 | Mogol                                    | Gianni Bella                           | Massimo Modugno e Gipsy Kings     |
| Ancora vivo                                         | 2004                 | Mogol                                    | Gianni Bella                           | Adriano Celentano                 |
| Marì Marì                                           | 2004                 | Mogol                                    | Gianni Bella                           | Adriano Celentano                 |
| Verità da marciapiede                               | 2004                 | Mogol                                    | Gianni Bella e Rosario Bella           | Adriano Celentano                 |
| L'ultima donna che amo                              | 2004                 | Mogol                                    | Gianni Bella                           | Adriano Celentano                 |
| Proibito                                            | 2004                 | Mogol                                    | Gianni Bella                           | Adriano Celentano                 |
| Essere una donna                                    | 2006                 | Mogol                                    | Gigi D'Alessio                         | Anna Tatangelo                    |
| Dormi amore                                         | 2007                 | Mogol                                    | Gianni Bella                           | Adriano Celentano                 |
| Hai bucato la mia vita                              | 2007                 | Mogol                                    | Gianni Bella                           | Adriano Celentano                 |
| Vorrei sapere                                       | 2007                 | Mogol                                    | Gianni Bella e Rosario Bella           | Adriano Celentano                 |
| Fascino                                             | 2007                 | Mogol                                    | Gianni Bella                           | Adriano Celentano                 |
| I tuoi artigli                                      | 2007                 | Mogol                                    | Gianni Bella                           | Adriano Celentano                 |
| La voce di amico                                    | 2009                 | Mogol                                    | Giovanni Donzelli / Vincenzo Leomporro | Audio 2                           |
| Questa sera l'universo                              | 2009                 | Mogol                                    | Giovanni Donzelli / Vincenzo Leomporro | Audio 2                           |
| Prova a immaginare                                  | 2009                 | Mogol                                    | Giovanni Donzelli / Vincenzo Leomporro | Audio 2                           |
| Libertà                                             | 2009                 | Mogol                                    | Giovanni Donzelli / Vincenzo Leomporro | Audio 2                           |
| Il respiro del silenzio                             | 2010                 | Mogol                                    | Gino Marielli                          | Tazenda                           |
| Rinascimento                                        | 2011                 | Mogol                                    | Gianni Bella                           | Gianni Morandi                    |
| Sbandando                                           | 2015                 | Mogol                                    | Eros Ramazzotti / Claudio Guidetti     | Eros Ramazzotti                   |
| Avanti così                                         | 2018                 | Mogol                                    | Mario Lavezzi                          | Eros Ramazzotti                   |
| Ama                                                 | 2022                 | Mogol                                    | Eros Ramazzotti                        | Eros Ramazzotti                   |